# Résistance du Musa Dagh
Front du Moyen-Orient (Première Guerre mondiale)
La résistance du Musa Dagh est un mouvement d'autodéfense des Arméniens de la région du Musa Dagh (Mont Moïse) face au génocide arménien. Résistant entre juillet et septembre 1915 dans la montagne, les insurgés finissent par être évacués par la Marine française le 12 septembre 1915.

## Contexte
Environ 31 000 Arméniens vivent avant la Première Guerre mondiale dans le sandjak d'Antakya (Antioche), dont 8 500 dans les localités situées sur les contreforts du Musa Dagh. Les villages proches de ce massif montagneux, essentiellement peuplés d'Arméniens, sont petit à petit la victime de vexations de la part des Ottomans au cours de l’année 1915. Il est par exemple demandé des hommes des corvées importantes pour la construction de tranchées et de routes, puis une taxe de deux livres turques par tête pour éviter le service militaire. En plus de cette levée d’impôts très significative, les Turcs procèdent à des réquisitions en nature de bétail. Malgré le paiement des deux livres demandées, certains Arméniens sont tout de même enrôlés de force dans l'armée. Cette conscription pèse fortement sur l'économie majoritairement rurale des villages arméniens du Musa Dagh. Les autorités ottomanes refusent de permettre aux conscrits de rentrer chez eux pour subvenir aux tâches agricoles et ce malgré les pétitions que le prêtre Haroutioun Toumayan (locum tenens de la prélature d'Antioche) adresse à Djelal Bey, gouverneur d'Alep, et à Djemal Pacha, alors ministre de la Marine et commandant de la 4e armée ottomane stationnée en Syrie. Une invasion de sauterelles au début de l'été 1915 aggrave la situation.
Dans son témoignage, le pasteur protestant Dikran Andréassian, en poste à Zeïtoun (aujourd'hui Süleymanlı, plus au nord) depuis 1914,, raconte la déportation progressive des Arméniens de Zeïtoun à partir du printemps 1915,. Il est lui-même déporté mais, une fois atteint la ville de Marache (actuelle Kahramanmaraş) située sur le trajet, des missionnaires américains négocient sa libération et obtiennent qu'il puisse retourner à Yoghoun-Olouk,, l'un des villages du Musa Dagh duquel il est originaire. Douze jours après son arrivée,, le 30 juillet 1915, l'ordre de déportation est affiché dans les villages du Musa Dagh par des gendarmes turcs,. Djelal Bey s'y était opposé et est donc muté ailleurs par le gouvernement.
Si certaines familles (332) décident d'obéir aux ordres donnés et sont déportées vers Deir ez-Zor, ce n'est pas le cas de la majorité. En effet, Dikran Andréassian a raconté la déportation des Arméniens de Zeïtoun aux villageois du Musa Dagh. De plus, l'ordre de déportation est affiché dans le village arménien de Kessab, plus au sud, dès le 26 juillet, et la rumeur se propage vite chez les Arméniens du Musa Dagh. Dès le 29, une réunion est organisée en urgence par le prêtre Abraham Der Kaloustian chez lui, à Yoghoun-Olouk, en présence de délégués issus des différents villages : ces derniers ne pensent au départ pas qu’il faut résister, car il n'y aurait ni assez d'armes, ni assez de provisions pour le faire. Finalement, deux tiers des délégués votent en faveur d'une insurrection. Dikran Andréassian convainc ses compatriotes de défendre une position retranchée dans les montagnes avec une ouverture sur la mer plutôt que de fortifier un village. « Sachant qu'il nous serait impossible de défendre nos villages dans la plaine, il fut décidé que nous nous retirerions dans les hauteurs de Moussa-Dagh, emportant le plus que nous pourrions en fait de vivres et de matériel », écrit Dikran Andréassian,. Comme le note l'historien Raymond Kévorkian, « les villageois du Musa Dagh ont été parmi les rares Arméniens à n'avoir aucun doute sur les intentions véritables des autorités à leur égard, les déterminant du même coup à se battre à tout prix ». Ils parviennent à réunir plusieurs centaines d'armes à feu, notamment des fusils de chasse en mauvais état, dont la plupart n'est pas adapté à un usage militaire. Sur les 868 familles qui décident de résister (environ 4200 personnes), il n'y a qu'entre 800 et 1054 hommes capables de porter des armes.
Avant d'entrer en résistance, les notables arméniens réunis le 29 envoient une délégation dès le lendemain auprès des autorités ottomanes à Antioche pour négocier l'ordre de déportation, mais sans succès.

## Déroulement
Les insurgés entament leur ascension du Musa Dagh le 31 juillet 1915 et arrivent au sommet le 2 août. Les soldats ottomans en garnison dans la région les regardent faire sans intervenir. Pour les Arméniens, cette attitude relève de la certitude de pouvoir écraser leur insurrection sans problème. Movses Der Kaloustian, fils du prêtre Abraham, tente de communiquer avec les Arméniens de Kessab et d'Antioche pour les convaincre de les rejoindre, mais aucun ne répond à l'appel.

## Évacuation par la Marine française

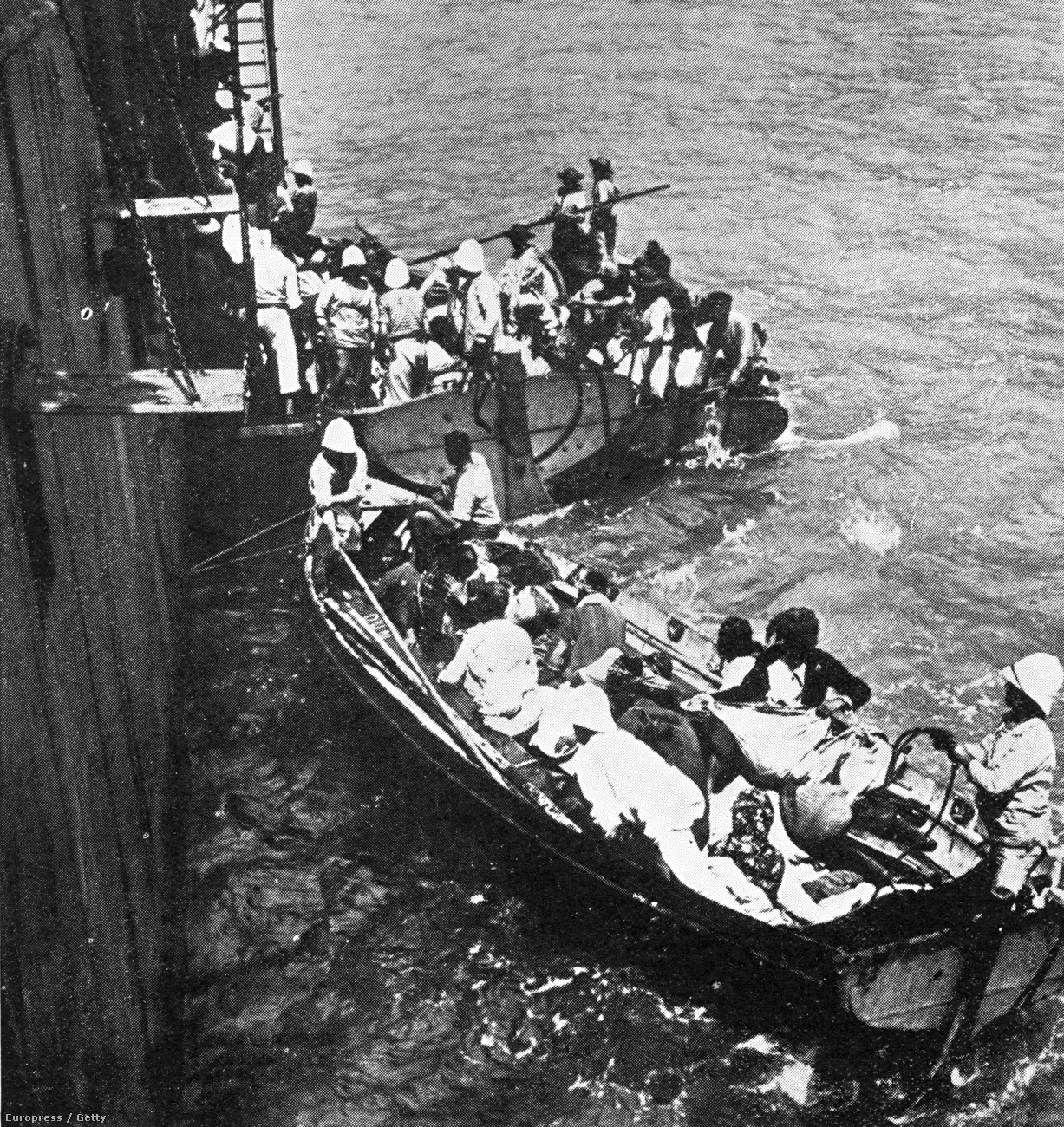
Chaloupes françaises évacuant des réfugiés arméniens.
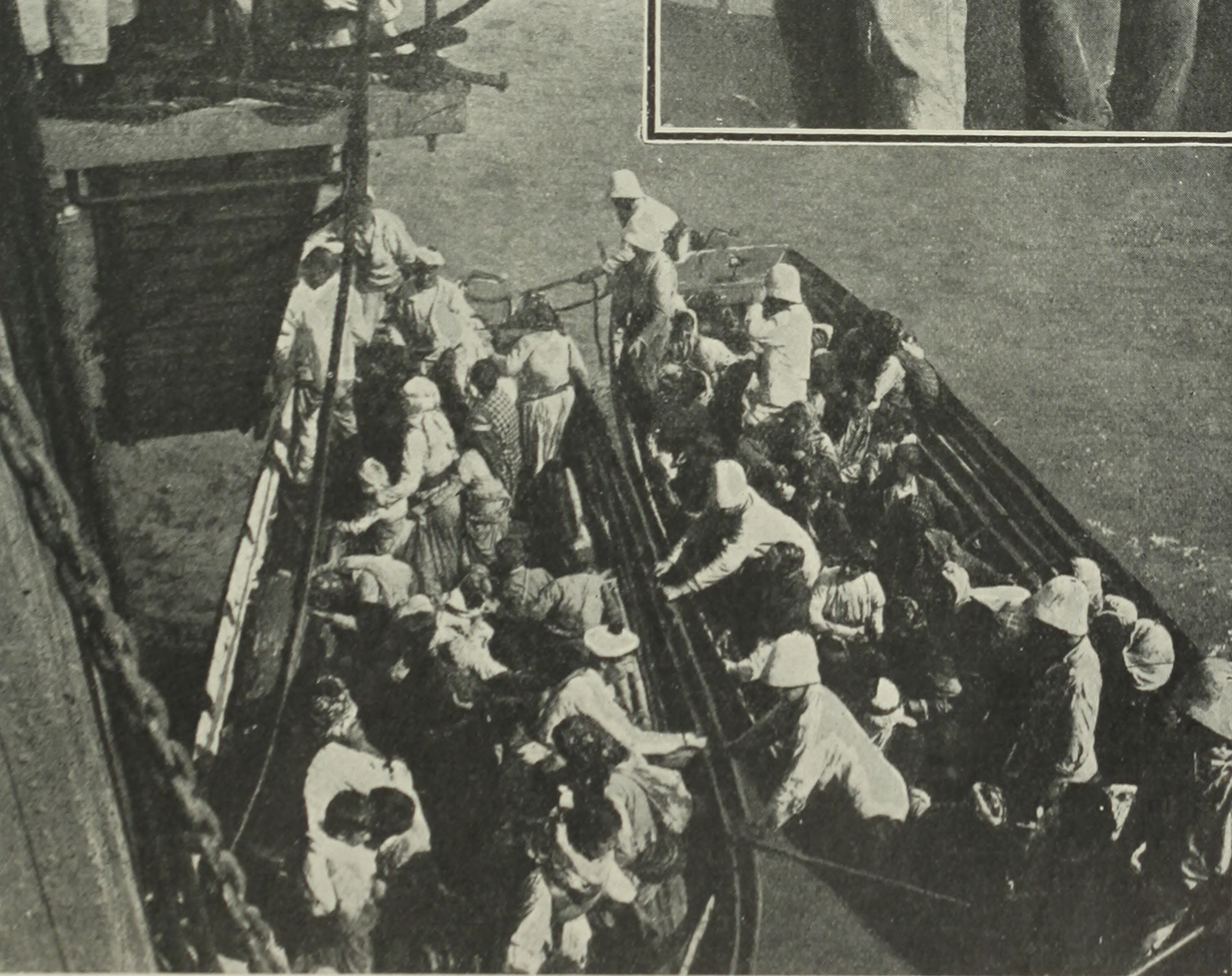
Photo de l'évacuation publiée dans le Times History of The War (1916)[25].
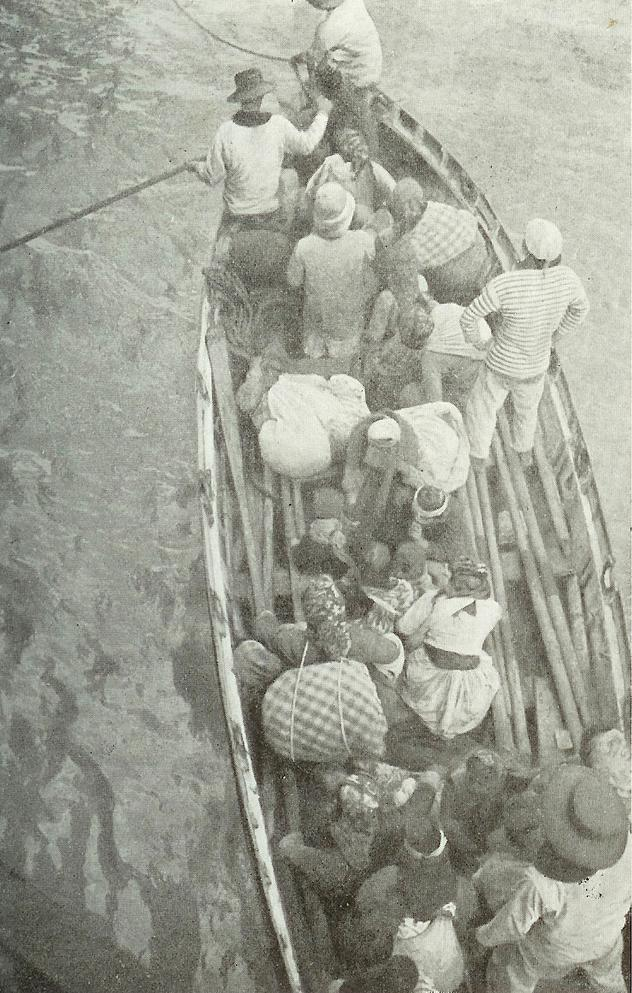
Autre vue.
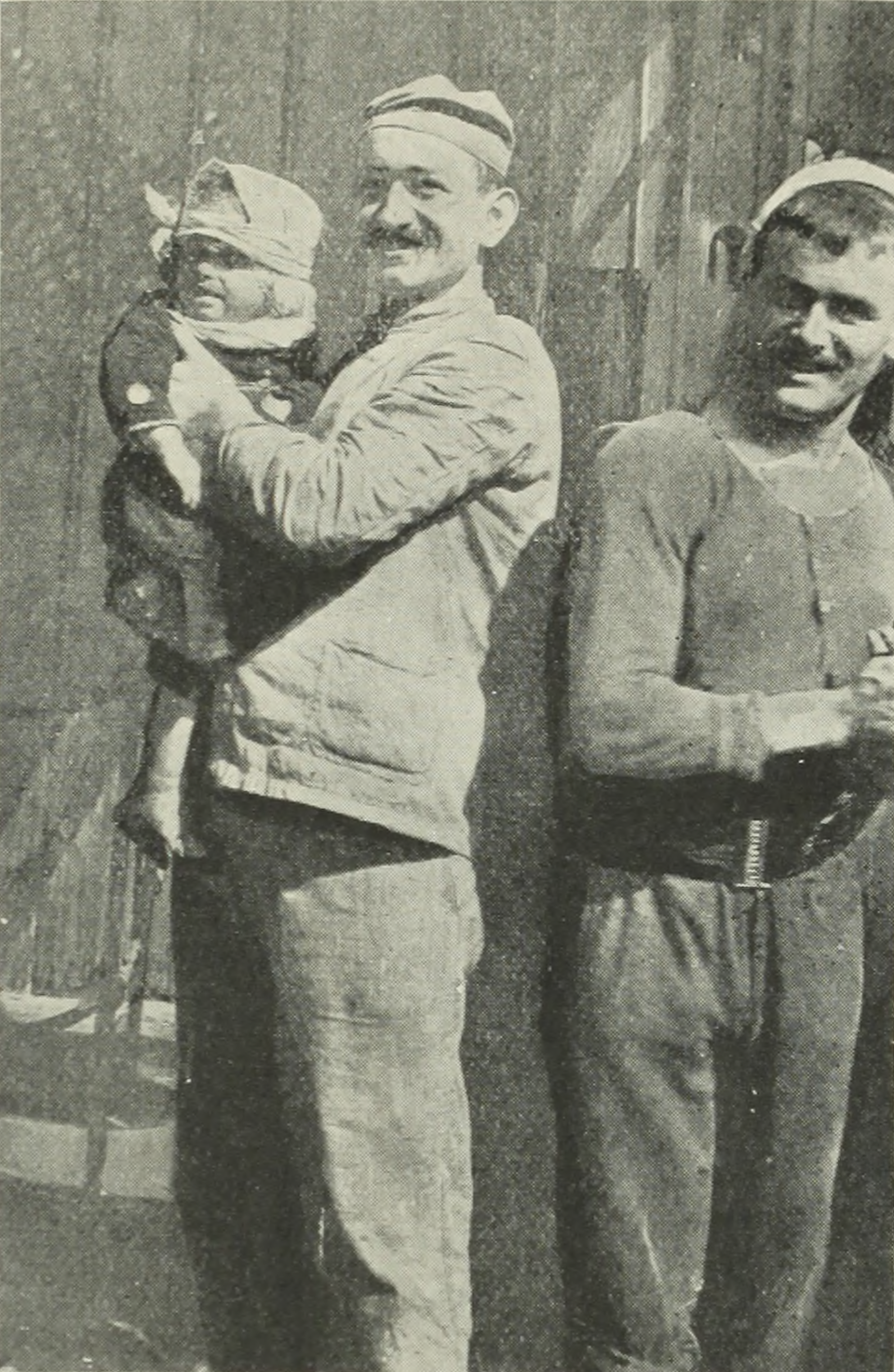
Un marin français portant un enfant arménien[25].
Réfugiés à bord du Foudre[26].
Autre vue du Foudre[26].

## Couverture médiatique

### Presse française
Le gouvernement français communique sur l'évènement, notamment dans la presse. On retrouve des articles dans la presse nationale : dans Excelsior, L'Homme libre, Le Temps,, Le Figaro, L'Humanité ou encore La Bataille syndicaliste. On en trouve aussi de nombreux dans la presse locale : dans La Gazette de Biarritz-Bayonne et du littoral, Le Phare des Charentes, Le Progrès de la Côte d'Or, Journal du Lot, Le Réveil du Cantal, L'Abeille des Vosges, Le Châtillonnais et l'Auxois, Le Bien public, L'Indépendant du Cher, Le Petit Troyen, Le Courrier de Saône-et-Loire, Le Petit Marseillais, L'Ouest-Éclair ou La Dépêche de Brest. La propagande de guerre française s'en empare, comme on peut le voir dans un article du Temps, reproduit le lendemain dans La Croix. 
On retrouve aussi des reportages photographiques dans J'ai vu..., dans Le Flambeau ou encore dans Le Miroir. Des reportages plus fouillés, probablement réalisés auprès des rescapés à Port-Saïd, paraissent plus tard dans l'année, par exemple dans la Gazette de Lausanne le 7 novembre 1915 (reportage repris ensuite dans la presse française comme dans La Croix ou Le Petit Haut-Marnais), ou dans La Croix le 6 janvier 1916.

### Presse arménienne
La presse arménienne, notamment en diaspora, se fait l'écho des évènements : par exemple dans Armenia (Marseille), qui publie aussi un message de l'Union de la jeunesse arménienne de Marseille, dirigée par Archak Torossian, remerciant la France pour ce sauvetage. L'union lève d'ailleurs 450 francs pour les réfugiés, tandis que les volontaires arméniens de la Légion étrangère lèvent 50 francs.

## Hommages
En 1976 est inauguré en Arménie soviétique un Mémorial de la résistance du Musa Dagh (hy) dans le village de Musaler, lui-même renommé en hommage à cette insurrection en 1972.
En 2015, à l'occasion du centenaire de la résistance des Arméniens du Musa Dagh, des commémorations sont organisées en Arménie, en présence du président Serge Sarkissian et du catholicos Garéguine II Nersissian. La même année, l'État arménien met en circulation un timbre commémoratif.

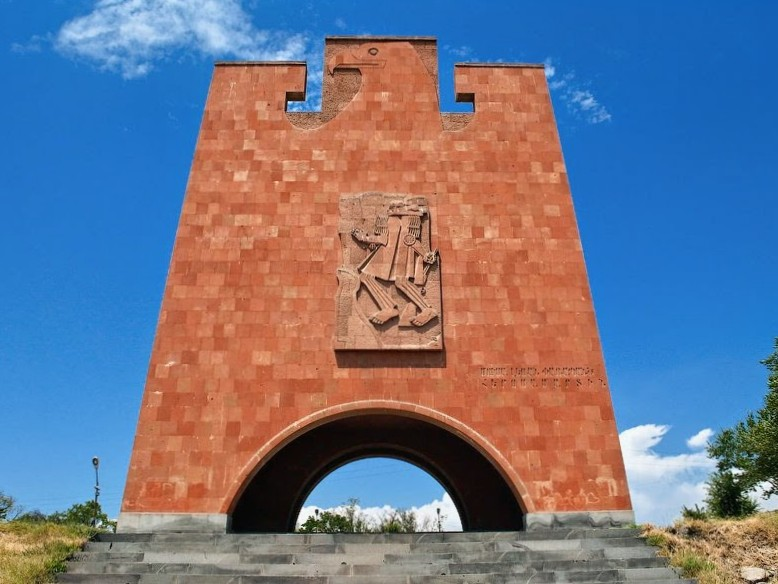
Le Mémorial de la résistance du Musa Dagh (hy).
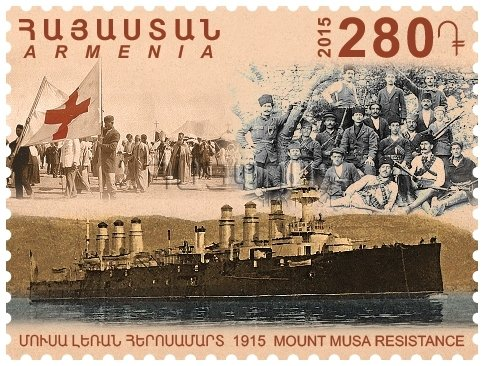
Timbre commémoratif.

## Dans la fiction
- Le roman Les Quarante Jours du Musa Dagh (1933) de Franz Werfel a pour intrigue principale la résistance des Arméniens du Musa Dagh.
- Le film La Promesse (2016) s'inspire en partie des évènements du Musa Dagh.